# Orahovo (Podgorica)
Pour les articles homonymes, voir Orahovo.
Orahovo (en serbe cyrillique : Орахово) est un village de l'est du Monténégro, dans la municipalité de Podgorica.

## Démographie

### Évolution historique de la population
| 1948 | 1953 | 1961 | 1971 | 1981 | 1991 | 2003 |
| ---- | ---- | ---- | ---- | ---- | ---- | ---- |
| 626  | 628  | 570  | 358  | 293  | 178  | 137  |